# Николај Аврорин
Николај Александрович Аврорин (рус. Николай Александрович Авро́рин; Тамбов, 30. октобар 1906 − Лењинград, 4. јун 1991) био је истакнути совјетски геоботаничар, биолог и доктор биолошких наука.
Студирао је на географском факултету Лењинградског државног универзитета, а од 1930. учестовао је у бројним геоботаничким истраживањима на подручју Мурманске области, на крајњем северу Русије. На његову иницијативу на подручју Хибинских планина у централном делу Мурманске области 1931. основана је јединствена ботаничка башта и ботанички институт. Кировски ботанички институт, чији је Аврорин био директор пуних 30 година, најсевернији је научно-истраживачки објекат тог типа у Русији, и тек један од три светска ботаничка комплекса смештених унутар граница поларног круга. 
Учестовао је у бројним ботаничким научно-истраживачким експедицијама у различитим деловима света. Од 1960. радио је у Ботаничком институту у Лењинграду.